# Sammy Basso
Sammy Basso (1 de diciembre de 1995 - 5 de octubre de 2024) fue un biólogo italiano, afectado de progeria y uno de los supervivientes más longevos de la enfermedad. Aprovechó su inusual apariencia, resultado de su enfermedad terminal, para obtener grandes ventajas sociales, al tiempo que mostraba un rostro optimista para hacer campaña en favor de una enfermedad genética extremadamente rara, potencialmente mortal y terminal. Los pacientes de progeria suelen morir en la adolescencia. Basso también participó en ensayos clínicos para los que realizó investigaciones.

## Primeros años y educación
Basso nació en 1995 en Schio, Italia, y creció en Tezze sul Brenta, un pequeño pueblo cerca de Venecia. A la edad de 2 años, le diagnosticaron progeria, también conocida como síndrome de Hutchinson-Gilford, un trastorno genético poco común que acelera el envejecimiento. En el mundo se han reconocido solo 130 casos de progeria. Desde los 5 años, fue amigo de Sam Berns, una persona con la misma condición. A pesar de los desafíos, su familia lo alentó a asistir a la escuela y participar en las actividades diarias. Obtuvo una maestría en biología molecular, contribuyendo a importantes esfuerzos de investigación destinados a comprender y tratar la enfermedad.

## Juventud
La familia Basso, gracias a una investigación en Internet, encontró una asociación americana, la Sunshine Foundation, y en 2000 empezó a participar en los encuentros mundiales que organiza cada año para familias con niños afectados por progeria. Además, la familia empezó a asistir también a los encuentros europeos organizados por la asociación holandesa Progeria Family Circle en 2002. En los encuentros organizados por las asociaciones americanas se fomentan los intercambios entre las familias de los niños afectados por esta enfermedad, mientras que en los encuentros de las asociaciones europeas es posible que se reúnan las familias y los médicos que se ocupan de la progeria: las distintas asociaciones desempeñan un papel central a la hora de promover el intercambio de conocimientos entre médicos, la comunicación entre médicos y padres y el intercambio de experiencias entre padres. Basso se licenció en el Liceo Scientifico Jacopo Da Ponte de Bassano del Grappa.
Poco después de graduarse, Basso realizó un viaje a Estados Unidos con sus padres, Laura y Amerigo, y su amigo Riccardo, recorriendo la Ruta 66 de Estados Unidos desde Chicago hasta Los Ángeles. Basso documentó este viaje escribiendo el libro Il viaggio di Sammy (El viaje de Sammy), y grabando algunos episodios que fueron transmitidos por el canal Nat Geo People. En el año académico 2014-2015, se inscribió en el programa de grado de física en la Universidad de Padua; su sueño, una vez finalizados sus estudios, era trabajar en el CERN en Ginebra.
El 13 de febrero de 2015, Basso fue invitado como invitado a la 65.ª edición del Festival de Música de San Remo, donde habló sobre su enfermedad. En 2016, se matriculó en un programa de licenciatura en ciencias naturales con la intención de seguir investigando sobre la progeria una vez que hubiera completado sus estudios. Se graduó con una licenciatura en Ciencias Naturales con 110 cum laude el 17 de julio de 2018, y obtuvo una maestría en Ciencias en Biología Molecular en inglés el 24 de marzo de 2021. El 7 de junio de 2019, recibió la insignia de la Orden del Mérito de la República Italiana, de la que había sido concedido motu proprio por el presidente italiano Sergio Mattarella.

## Contribuciones a la investigación científica
Durante su primer viaje a Estados Unidos, los padres de Basso tuvieron la oportunidad de conocer a los padres de Sam Berns, otro niño que sufría progeria y cuyos padres propiciaron la creación de la Progeria Research Foundation. En esa ocasión, la familia Basso contribuyó a la activación de un banco de líneas celulares que pueden ser utilizadas por quienes deseen realizar investigaciones sobre la progeria. Esta disponibilidad junto con el avance de los estudios sobre la enfermedad en 2003 condujo al descubrimiento del gen afectado por las mutaciones responsables de la progeria. Esta patología se debe a la mutación del gen LMNA responsable de la producción de dos proteínas: las láminas A y C; la mutación provoca la producción de láminas A truncadas, llamadas progerinas, que causan el envejecimiento prematuro típico de la enfermedad.
En 2006, la familia Basso se unió a un programa de estudio clínico sobre progeria en los Institutos Nacionales de Salud de Bethesda, Maryland, donde tiene su sede el Instituto de Investigación del Genoma Humano (NHGRI). En ese centro, se llevó a cabo por primera vez la recopilación completa de datos sobre los órganos y aparatos de Basso con fines de investigación. Como resultado de este programa, se desarrolló un fármaco experimental, el lonafarnib, un inhibidor de la transferasa, que podría ser capaz de ralentizar el curso de la enfermedad. Esto permitió que en 2007 se llevara a cabo en Boston el primer estudio clínico de 28 niños (incluido Basso) con progeria. A éste le siguió un segundo, también en Boston, y un tercero en Marsella.

## Muerte y legado
La víspera de su muerte, Basso se comunicaba activamente. El 5 de octubre de 2024, a la edad de 28 años, se desplomó y murió debido a complicaciones cardiovasculares. Francis Collins, principal compañero y colega de investigación de Basso, dijo: «Todos sabíamos que Sammy tenía una afección terrible que no le iba a permitir disfrutar de una vida plena, pero él era tan vibrante, tan vivo, tan comprometido que yo estaba atónito». A nivel personal, Basso llamó a la progeria «una pequeña parte de mi vida, porque solo afecta al cuerpo».

## Vida privada
Sammy Basso fue católico romano desde muy joven. Amigo de Carlo Conti —quien lo recibió en el Festival de San Remo de 2015— y del cantante italiano Lorenzo Cherubini, en noviembre de 2013 recibió una llamada telefónica directamente del Papa Francisco.